# Pávlovskaya
Pávlovskaya (del ruso: Павловская) es una stanitsa, centro administrativo del raión de Pávlovskaya del krai de Krasnodar, en Rusia. Está situada a orillas del río Sosyka, afluente del Yeya, 135 km al nordeste de Krasnodar, la capital del krai. Tenía 31 337 habitantes en 2010.
Es cabeza del municipio Pávlovskoye, al que también pertenecen Novi, Vesiólaya Zhizn, Krasnopartizánskoye, Pushkina y Shevchenko.

## Historia
La localidad fue fundada en 1822 por los cosacos del Dniéper como el asentamiento (kuren) Pávlovskoye, por el apóstol Pablo, que aparece en su escudo. El 1842 recibió el estatus de stanitsa y su nombre actual. En 1875 se construyó el ferrocarril del Cáucaso Norte Rostov del Don-Vladikavkaz, que pasa por el este de la localidad, lo que contribuyó a su desarrollo. En 1911 se construyó el ferrocarril de Yeisk que unía esta localidad y la costa del mar de Azov con Úmanskaya y Staromínskaya a través de la stanitsa. La importancia económica de la localidad creció a finales del siglo XIX por su posición favorable, de modo que en 1897 tenía 8 050 habitantes. Hasta 1920 pertenecía al otdel de Yeisk del óblast de Kubán.
En la Gran Guerra Patriótica fue ocupada por la Wehrmacht de la Alemania Nazi en verano de 1942 y liberada por el Ejército Rojo de la Unión Soviética en febrero de 1943.

## Demografía
| 1897 | 1959   | 1970   | 1979   | 1989   | 2002   | 2010   |
| ---- | ------ | ------ | ------ | ------ | ------ | ------ |
| 8050 | 16 625 | 23 627 | 25 846 | 28 744 | 30 736 | 31 337 |

### Composición étnica
De los 30 736 habitantes que tenía en 2002, el 95.1 % era de etnia rusa, el 2.4 % era de etnia ucraniana, el 0.7 % era de etnia armenia, el 0.5 % era de etnia bielorrusa, el 0.2 % era de etnia azerí, el 0.1 % era de etnia alemana, el 0.1 % era de etnia tártara, el 0.1 % era de etnia georgiana, el 0.1 % era de etnia adigué y el 0.1 % era de etnia gitana

## Economía y transporte
Los principales sectores económicos de la localidad son la agricultura y la ganadería. Desde la década de 1930 existen instalaciones para el procesado de la leche y el grano. En Pávlovskaya hay una fábrica de azúcar, un matadero, una fábrica de piensos y varias empresas dedicadas a los materiales de construcción. Hay yacimientos de hidrocarburos
La localidad cuenta con dos estaciones de ferrocarril: Sosyka-Yéiskaya (en la línea que va a Yeisk) y Sosyka-Rostóvskaya (en la línea Tijoretsk-Bataisk). También es un importante cruce de carreteras, pues pasa al este la carretera federal M4 Don Moscú-Novosibirsk, de la que nace a la altura de la stanitsa la carretera federal M29 Cáucaso hasta la frontera con Azerbaiyán. Una carretera regional se dirige desde Pávlovskaya a Yeisk.